# São Tomé (Paraná)
São Tomé é um município brasileiro do estado do Paraná. Sua população estimada em 2019 foi de 5.722 habitantes.

## Geografia
O município situa-se no terceiro planalto paranaense e pertence à microrregião de Cianorte (noroeste do estado), estando a uma altitude de 465 metros. Tem como fronteira os municípios de Japurá e S. Carlos do Ivaí (norte), Jussara e S. Jorge do Ivaí (leste), Indianópolis (oeste) e Cianorte (sul). Está a aproximadamente 530 quilômetros de Curitiba e possui uma área de 219,72 km².

## Economia
Sua economia baseia-se na agricultura, pecuária e indústrias. 